# Schron pod Zbójnicką Turnią

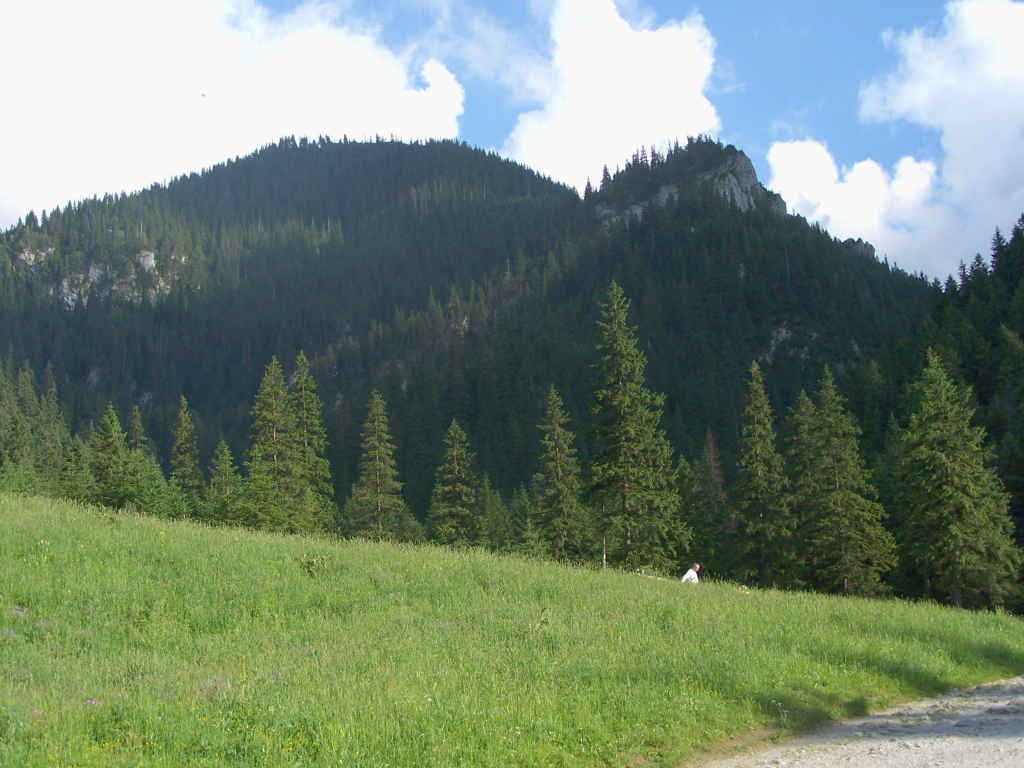
Zbójnicka Turnia

Schron pod Zbójnicką Turnią – jaskinia, a właściwie schronisko, w Dolinie Kościeliskiej w Tatrach Zachodnich. Wejście do niej znajduje się w zboczu Zbójnickiej Turni, na wysokości 1200 metrów n.p.m. Długość jaskini wynosi 6,5 metrów, a jej deniwelacja 1,4 metrów.

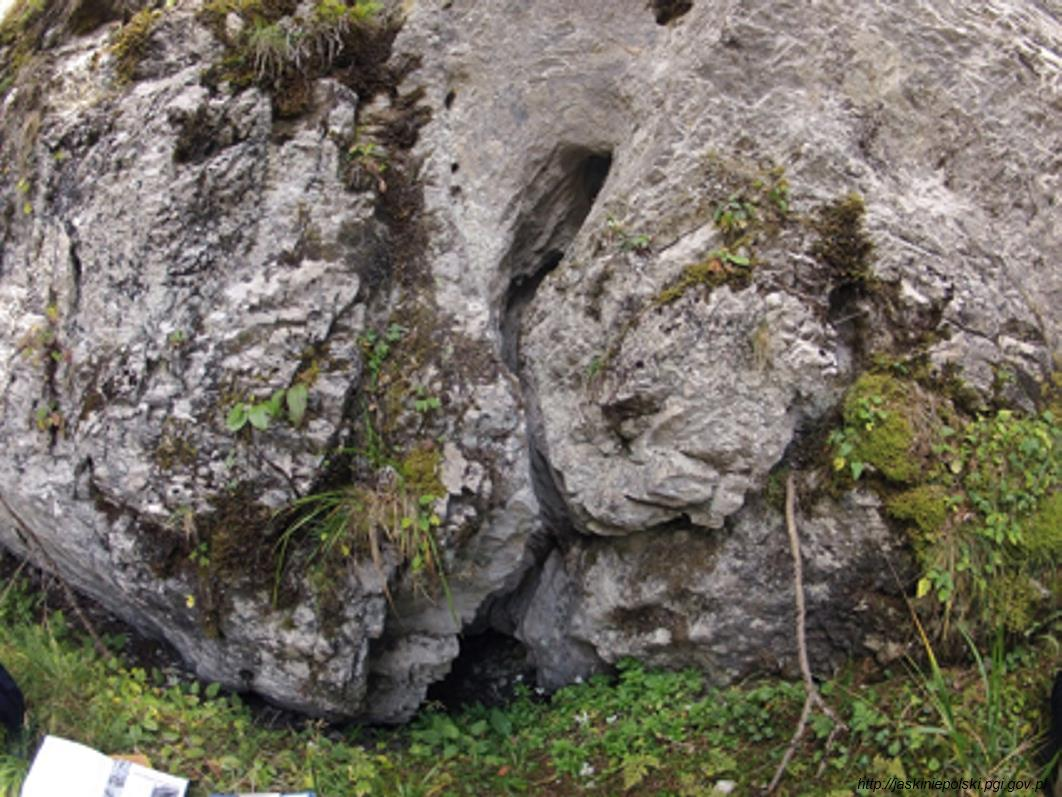
Otwór jaskini

## Opis jaskini
Jaskinię stanowi szczelinowy, idący w dół korytarz zaczynający się w prostokątnym, niedużym otworze wejściowym, pod koniec rozdzielający się na dwie odnogi.  Lewa kończy się zawaliskiem, prawa szczeliną nie do przejścia.

## Przyroda
W jaskini nie ma nacieków. Ściany są wilgotne, brak jest na nich roślinności.

## Historia odkryć
Jaskinia była znana od dawna. Pierwszy jej opis i plan sporządzili J. Ślusarczyk i J. Nowak w 2007 roku.